# Sanktuarium Matki Bożej Nauczycielki Młodzieży w Warszawie
Sanktuarium Matki Bożej Nauczycielki Młodzieży – sanktuarium maryjne w warszawskiej dzielnicy Mokotów, na Siekierkach.

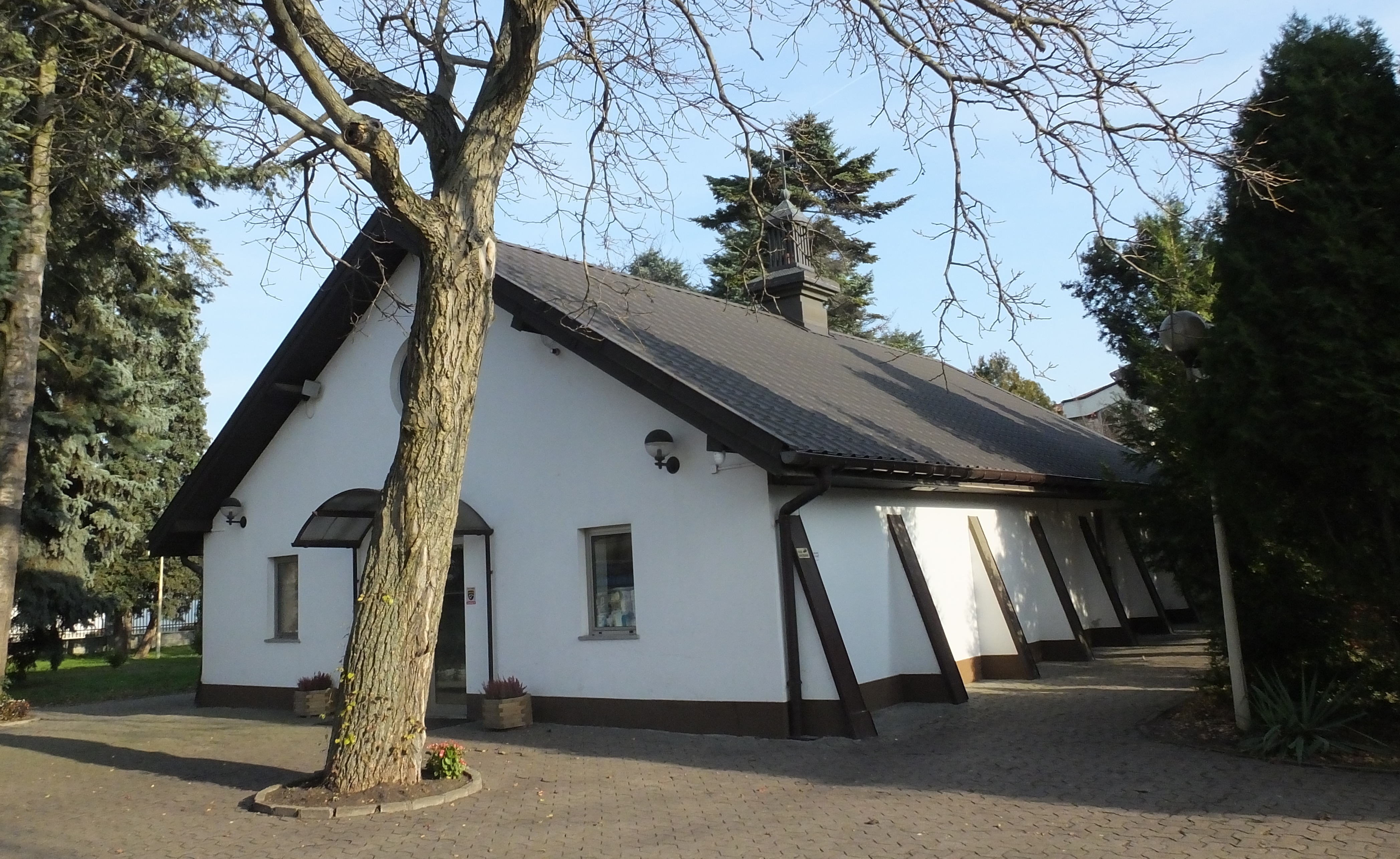
Kaplica objawień

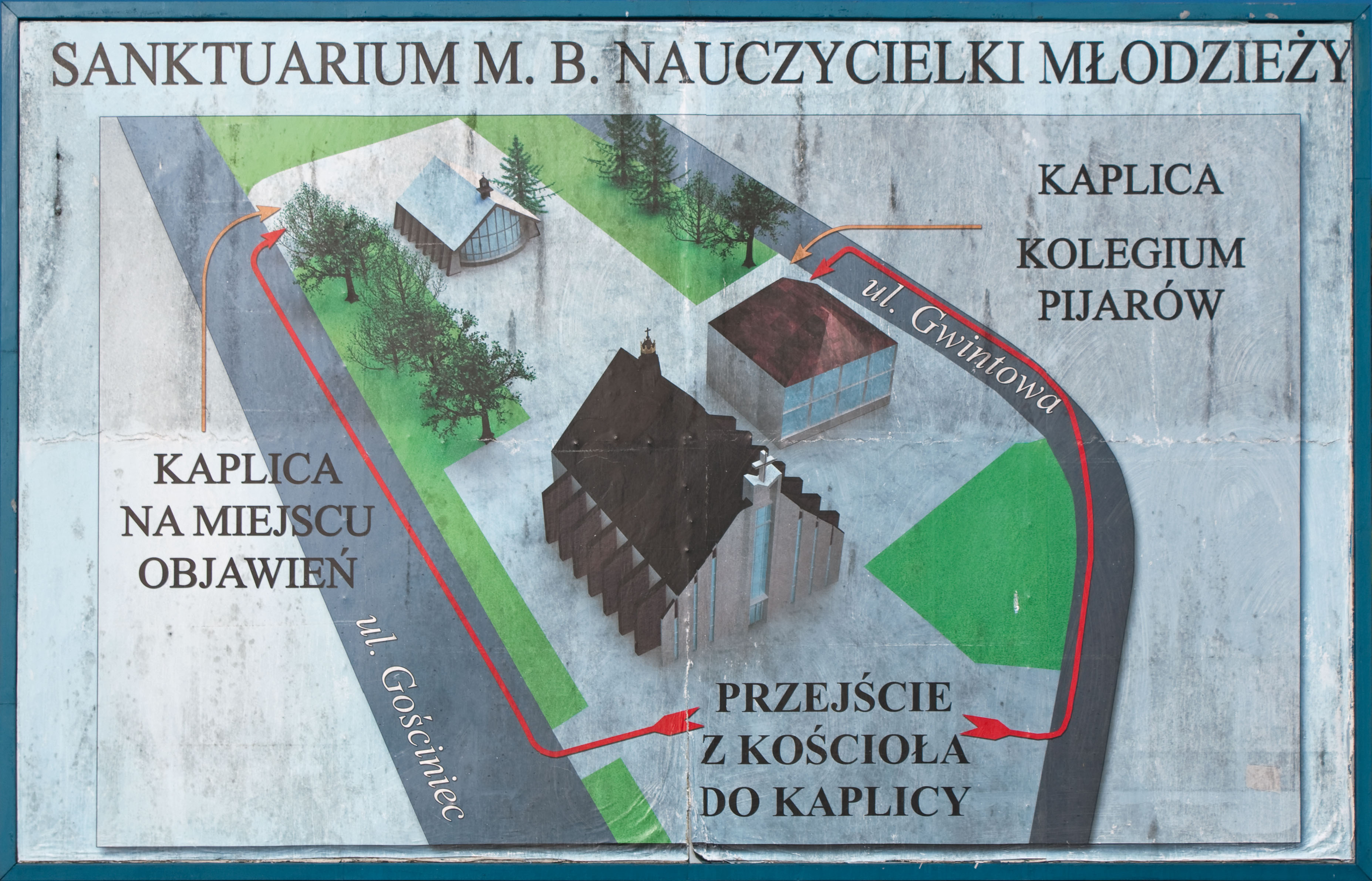
Plan sanktuarium

## Historia
Powstanie sanktuarium było związane z objawieniami maryjnymi, jakich miała doświadczać od 3 maja 1943 do 15 września 1949 nastoletnia Władysława Fronczak (w momencie pierwszego objawienia miała 12 lat). Dziewczyna miała w tym czasie widzieć Maryję oraz Jezusa oraz szereg religijnych symboli. Treścią objawień było wezwanie do poprawy życia w duchu dziesięciu przykazań Bożych, Maryja nakazywała również wzniesienie świątyni na terenie Siekierek i określiła samą siebie jako Nauczycielkę Młodzieży.
W miarę trwania objawień coraz większa grupa wiernych gromadziła się na wspólną modlitwę przy drzewie wiśni, na tle której objawiała się Matka Boska. Urządzili w tym miejscu kapliczkę z figurą Maryi zawieszoną na pniu drzewa. Od 1946 przystąpiono do wzniesienia większej kapliczki, budowanej z gruzów powojennej Warszawy. Została ona poświęcona 8 maja 1949. Kapliczka była kilka razy rozbudowywana, aż do obecnego kształtu z roku 1999. Pierwsza msza na miejscu objawień odprawiona została 3 maja 1977 roku za pozwoleniem kardynała Stefana Wyszyńskiego. Odwiedzał on Siekierki kilkakrotnie, obiecując wzniesienie tam świątyni. Jednak dopiero od stycznia 1980 w kaplicy były regularnie odprawiane nabożeństwa, za które odpowiedzialny był pijar, ks. Edward Szajor. Jego zakon od 16 listopada tego roku został oficjalnym opiekunem samodzielnego ośrodka duszpasterskiego, jaki powstał na Siekierkach.
Z inicjatywy ks. Szajora kaplica była powiększana, podjęto również starania na rzecz budowy kompleksu klasztoru i kościoła. Prace projektowe rozpoczęto w 1984 roku pod kierownictwem architekta Janusza Tofila. 15 sierpnia 1988 erygowana została parafia rzymskokatolicka Najświętszej Maryi Panny Królowej Wyznawców, zaś trzy lata później erygowano Dom Zakonny Ojców Pijarów pw. Najświętszej Maryi Panny Łaskawej. Kościół Matki Bożej Królowej Wyznawców został poświęcony przez kardynała Józefa Glempa 17 września 1994 roku. Od roku 1997 posiada on rangę Sanktuarium Matki Bożej Nauczycielki Młodzieży.
Oprócz głównej świątyni w Siekierkach działa również rozbudowana kaplica na miejscu tej z 1946 oraz kaplica, w której przechowywany jest obraz Matki Bożej Nauczycielki Młodzieży. Ze względu na popularność sanktuarium jako celu pielgrzymkowego planowana jest rozbudowa infrastruktury przyjmującej pielgrzymów.